# Christian Sparre
Christian Herman Sparre (30. juli 1859 i Høland - 30. november 1940 i Portland, USA) var en norsk admiral, søn af Ole Jacob Sparre. 
Han blev student 1875, gik 1878 ind på Søkrigsskolen, blev 1894 kaptajn, 1899 chef for Søkrigsskolen, 1900 kommandørkaptajn, november 1900-december 1901 statsråd; senere viceadmiral, kommanderende admiral og chef for Marinestyrelsen. I slutningen af 1880'erne og begyndelsen af 1890'erne holdt han i alle landets byer foredrag om forsvarssagen og udredede tillige i dagspressen og i tidsskriftlitteraturen forskellige herhen hørende spørgsmål. En vidtrækkende betydning for genrejsningen af det norske søforsvar tillægges fra sagkyridigt hold hans i "Nyt Tidsskrift" maj 1895 indrykkede afhandling: Hvorledes skal vi faa vort Søforsvar i Orden?
For at dømme i en mellem Sparre og admiralstabens chef, kontreadmiral Børresen, i længere tid gående strid om forskellige tjenestespørgsmaal (Admiralstriden) nedsatte Stortinget 1909 en voldgiftsret, som 17. december samme år afsagde sin kendelse. Som følge af denne søgte Sparre 1910 afsked som kommanderende admiral og overgik til stillingen som chef for 1. sømilitære distrikt; admiral Børresen trådte à la suite i marinen. Sparre var 1913—18 stortingsmand for Venstre fra Horten. I 1918 tog han afsked fra sin militære stilling. Under pseudonymet Fredrik Viller har han udgivet en række romaner i Conan Doyles stil.